# İpsala
İpsala es una ciudad y distrito de la provincia de Edirne, Turquía. Se trata de uno de los puestos aduaneros más importantes entre Grecia y Turquía. Cuenta con una población de 7.851 habitantes (2007).
En la antigüedad fue conocida como Cipsela. 
La carretera D110 conecta el puesto aduanero con Tekirdağ.